# ماريلو هينر
ماريلو هينر (بالإنجليزية: Marilu Henner)‏ هي كاتِبة ومنتجة أفلام وممثلة أمريكية، ولدت في 6 أبريل 1952 بشيكاغو في الولايات المتحدة.

## أعمال

### أفلام
- (1984) كانونبول رن 2
- (1998) دكتور فريز الشرير وباتمان
- (1999) رجل على القمر[4]

## وصلات خارجية
- ماريلو هينر على موقع IMDb (الإنجليزية)
- ماريلو هينر على موقع ميتاكريتيك (الإنجليزية)
- ماريلو هينر على موقع روتن توميتوز (الإنجليزية)
- ماريلو هينر على موقع قاعدة بيانات الأفلام العربية
- ماريلو هينر على موقع ألو سيني (الفرنسية)
- ماريلو هينر على موقع ميوزك برينز (الإنجليزية)
- ماريلو هينر على موقع تيرنر كلاسيك موفيز (الإنجليزية)
- ماريلو هينر على موقع أول موفي (الإنجليزية)
- ماريلو هينر على موقع قاعدة بيانات برودواي على الإنترنت (الإنجليزية)
- ماريلو هينر على موقع قاعدة بيانات الأفلام السويدية (السويدية)